# العلاقات اليمنية الفيتنامية
العلاقات اليمنية الفيتنامية هي العلاقات الثنائية التي تجمع بين اليمن وفيتنام.

## مقارنة بين البلدين
هذه مقارنة عامة ومرجعية للدولتين:
| وجه المقارنة                                              | اليمن                   | فيتنام           |
| --------------------------------------------------------- | ----------------------- | ---------------- |
| المساحة (كم2)                                             | 555.00 ألف              | 331.69 ألف       |
| عدد السكان (نسمة)                                         | 28.25 مليون             | 94.66 مليون      |
| الكثافة السكانية (ن./كم²)                                 | 50.9                    | 285.39           |
| العاصمة                                                   | صنعاء عدن (عاصمة مؤقتة) | هانوي            |
| اللغة الرسمية                                             | اللغة العربية           | اللغة الفيتنامية |
| العملة                                                    | ريال يمني               | دونغ فيتنامي     |
| الناتج المحلي الإجمالي (بليون دولار)                      | 18.21 مليار             | 234.19 مليار     |
| الناتج المحلي الإجمالي (تعادل القوة الشرائية) بليون دولار | 75.69 مليار             | 553.42 مليار     |
| الناتج المحلي الإجمالي الاسمي للفرد دولار أمريكي          | 1.41 ألف                | 2.48 ألف         |
| الناتج المحلي الإجمالي للفرد دولار أمريكي                 |                         | 5.63 ألف         |
| مؤشر التنمية البشرية                                      | 0.498                   | 0.666            |
| رمز المكالمات الدولي                                      | +967                    | +84              |
| رمز الإنترنت                                              | .ye                     | .vn              |
| المنطقة الزمنية                                           | ت ع م+03:00             | ت ع م+07:00      |

## منظمات دولية مشتركة
يشترك البلدان في عضوية مجموعة من المنظمات الدولية، منها:
| علم المنظمة | اسم المنظمة                        | تاريخ انضمام اليمن | تاريخ انضمام فيتنام |
| ----------- | ---------------------------------- | ------------------ | ------------------- |
|             | يونسكو                             | 2 أبريل 1962       | 6 يوليو 1951        |
|             | مؤسسة التمويل الدولية              | 22 مايو 1970       | 4 أغسطس 1967        |
|             | منظمة حظر الأسلحة الكيميائية       | ?                  | ?                   |
|             | مؤسسة التنمية الدولية              | 22 مايو 1970       | 24 سبتمبر 1960      |
|             | وكالة ضمان الاستثمار متعدد الأطراف | 12 مارس 1996       | 5 أكتوبر 1994       |
|             | الاتحاد البريدي العالمي            | ?                  | ?                   |
|             | الاتحاد الدولي للاتصالات           | 1931               | 24 سبتمبر 1951      |
|             | منظمة الشرطة الجنائية الدولية      | ?                  | ?                   |
|             | الأمم المتحدة                      | 30 سبتمبر 1947     | 20 سبتمبر 1977      |
|             | البنك الدولي للإنشاء والتعمير      | 3 أكتوبر 1969      | 21 سبتمبر 1956      |

## وصلات خارجية
- موقع وزارة الخارجية الفيتنامية